# Heliconius primularis
Heliconius primularis är en fjärilsart som beskrevs av Butler 1869. Heliconius primularis ingår i släktet Heliconius och familjen praktfjärilar. Inga underarter finns listade i Catalogue of Life.